# Mean Machine
Mean Machine （ミーンマシーン）は、日本のガールズロックバンド。

## 概要
1998年、元JUDY AND MARYのYUKI、シンガー・ソングライターのCHARA、ロックンロール・ビッグバンドTHE THRILLのサックス奏者YUKARIE、ミュージシャンでラジオDJのちわきまゆみ、女優の伊藤歩によって結成されたスーパーバンド。
水面下での3年間の活動を経て、2001年にデビュー。デビュー前日の2001年10月23日の朝日新聞全国版に、全30段（見開き2頁）を使い、「この国はよくない方向に進んでいる。」というキャッチコピーを擁したシングル・アルバム発売広告が掲載された。
バンドのコンセプトは「楽しくやる」「かわいい&フェロモン」「自分のやったことのない楽器に挑戦する」。そのため、全員がそれまで経験のないパートを担当することになり、5人のうち3名は本業がボーカリストにもかかわらずメインでは歌っておらず、バンド編成もYUKIとCHARAによるツインドラムという珍しいスタイルとなっている。

## メンバー
- 伊藤歩（女優）
  - ボーカル担当。
- ちわきまゆみ（シンガー、ラジオパーソナリティ）
  - ギター、コーラス担当。バンドマスター[4]。
- YUKARIE（THE THRILLのサックス、元JAGATARAのダンサー）
  - ベース、コーラス担当。
- CHARA（シンガーソングライター）
  - ドラムス、コーラス担当。
- YUKI（シンガー、元JUDY AND MARY）
  - ドラムス、コーラス担当。

## 来歴
1998年、ちわきまゆみとCHARAが「なんかギャルバンやりたいね」と意気投合したことをきっかけに結成。その後、すぐにメンバーが決定する。
2000年末頃からそれぞれの仕事の合間を縫って本格的に活動を開始。
2001年10月24日、マキシシングル「スーハー」でデビュー。11月14日には1stアルバム『Cream』を発売。12月20日、渋谷AXにて初のライブとなるイベント「MMM01」を開催。この1stライブをもってバンドは活動休止となった。